# Cantone di Seuil-d'Argonne
Il Cantone di Seuil-d'Argonne era una divisione amministrativa dell'arrondissement di Bar-le-Duc.
È stato soppresso a seguito della riforma complessiva dei cantoni del 2014, che è entrata in vigore con le elezioni dipartimentali del 2015.
Comprendeva i comuni di:
- Autrécourt-sur-Aire
- Beaulieu-en-Argonne
- Beausite
- Brizeaux
- Èvres
- Foucaucourt-sur-Thabas
- Ippécourt
- Lavoye
- Nubécourt
- Pretz-en-Argonne
- Seuil-d'Argonne
- Les Trois-Domaines
- Waly